# Artedo
Artedo (en asturiano: Artéu) es una aldea española de la parroquia de San Martín de Luiña, perteneciente al municipio de Cudillero, en la comunidad autónoma de Asturias.

## Toponimia
El lugar puede aparecer referido como «Artedo» y «La Magdalena de Artedo».

## Historia
Hacia mediados del siglo XIX, el lugar, ya por entonces perteneciente a Cudillero, tenía contabilizada una población de 78 habitantes. Aparece descrito en el segundo volumen del Diccionario geográfico-estadístico-histórico de España y sus posesiones de Ultramar de Pascual Madoz con las siguientes palabras:

ARTEDO (la Magdalena de): ald. en la prov. y dióc. de Oviedo (7 1/4 leg.), part. jud. de Právia (2), ayunt. de Cudillero (1/2). y felig. de San Martin de Luina 1/2 (V.): sit. en una vallada junto á la ensenada de su nombre: su terreno es fértil y de buena calidad en el valle; pero flojo y menos feráz en la parte superior: prod.: maiz, escanda, habas, patatas y otros frutos: pobl.: 21 vec.: 78 alm.; cuyas casas se encuentran en el arrimado de la der. y algunas en la parte alta, en el llano que llaman el Rellayo.
(Madoz, 1845, p. 601)

En 2023, la entidad singular de población tenía empadronados 31 habitantes y el núcleo de población, los mismos.